# هاي ستريت كينسينغتون (محطة مترو أنفاق لندن)
هاي ستريت كينسينغتون (بالإنجليزية: High Street Kensington)‏ هي إحدى محطات مترو أنفاق لندن. تقع على خط ديستريكت وسيركيل أفتتحت في المنطقة (Zone) رقم 1 أفتتحت في 1 أكتوبر 1868.

## معرض صور

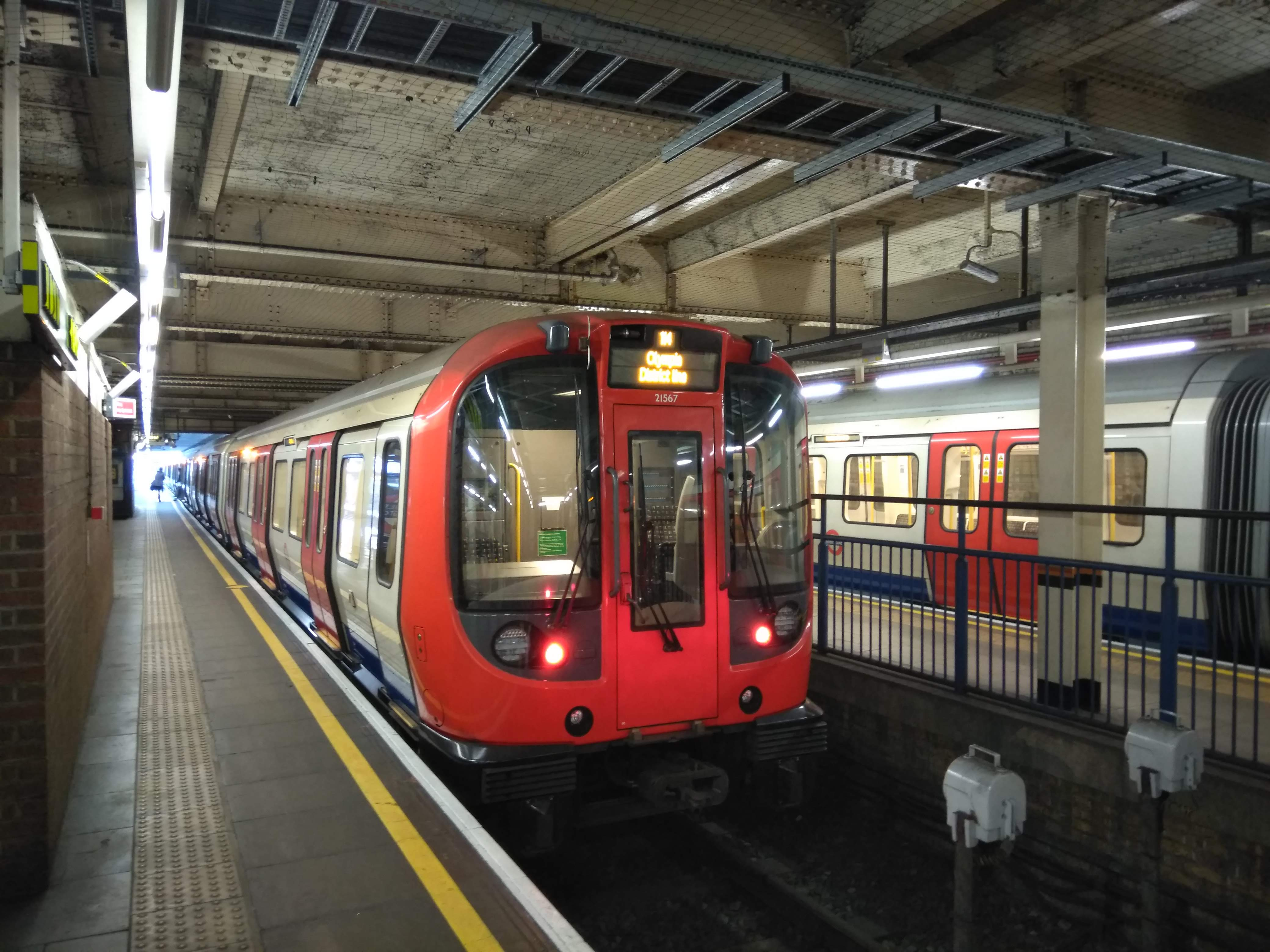
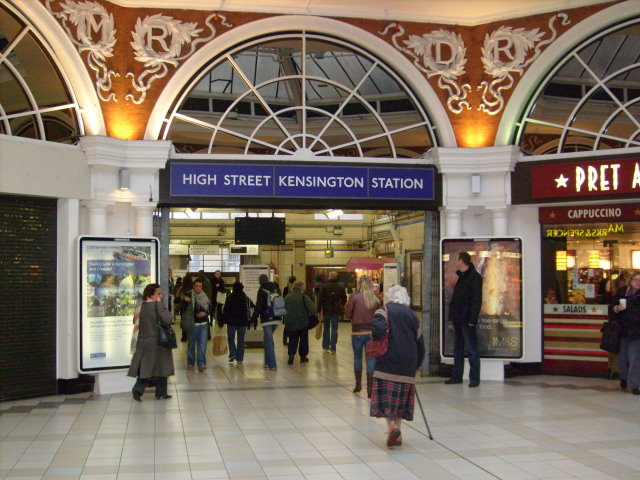
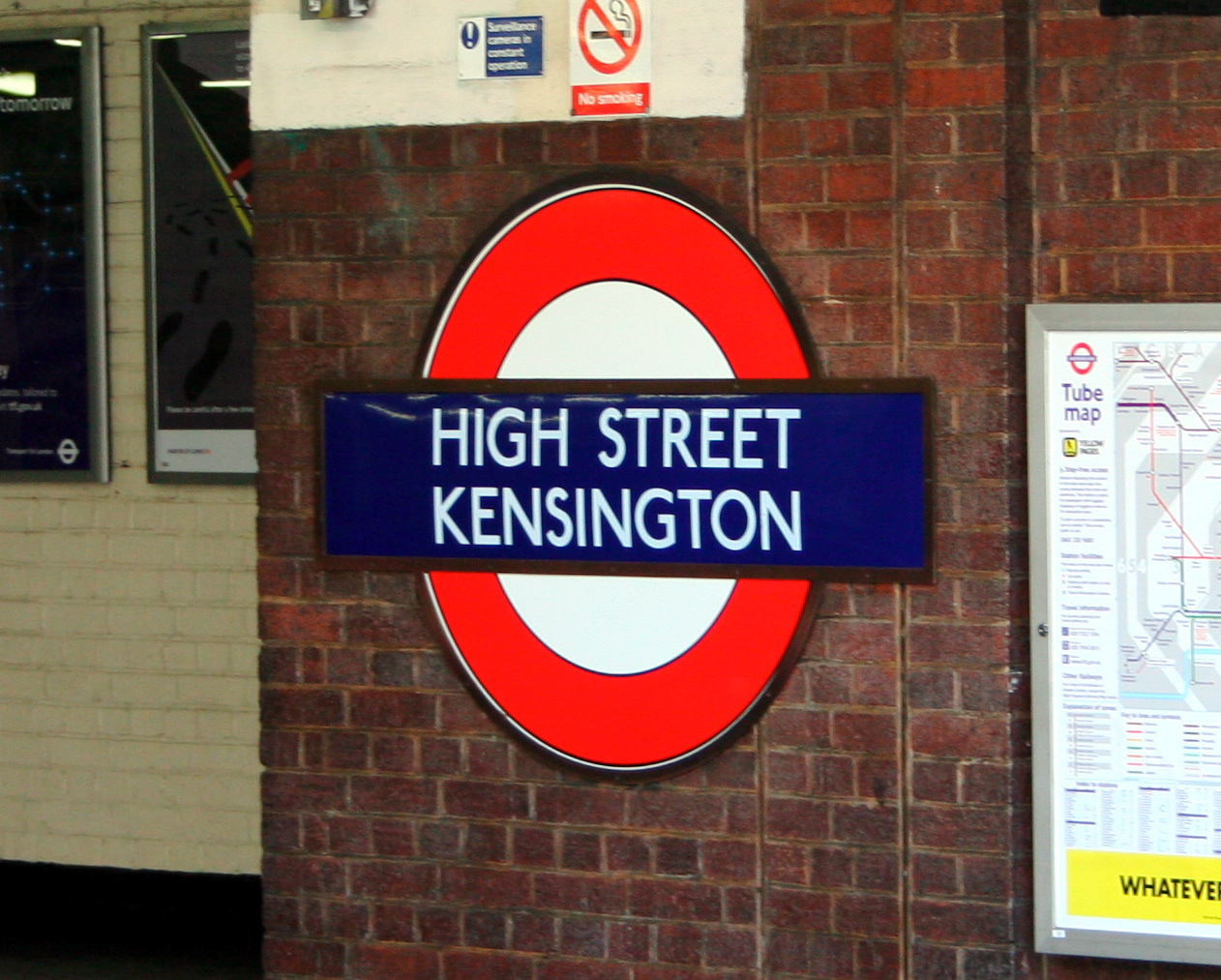